# Ioana Diaconescu (poetessa)
Ioana Diaconescu (Bucarest, 21 luglio 1947) è una poetessa, traduttrice, giornalista e pubblicista romena.
È membro dell'Unione degli scrittori dal 1971.

## Biografia
Ioana Diaconescu è nata il 21 luglio 1947. I genitori Ion e Justina Diaconescu (alla nascita Vlad) erano entrambi insegnanti. La madre si era laureata presso la Facoltà di Lingua e Letteratura italiana. Suo padre Ion era un brillante laureato magna cum laude alla Facoltà di Lettere e Filosofia di Bucarest. Brillante ed avviato ad un'ottima carriera, subì una botta d'arresto con l'ascesa del comunismo.
La poetessa trascorse i primi anni della sua vita con i nonni materni, a Roman, vista la precaria situazione in cui si trovavano i suoi genitori a Bucarest. Il nonno, Gheorghe Vlad era l'archimandrita e direttore del Seminario dei sacerdoti di Ismail, ed in seguito di quello di Roman. Sua nonna Aurelia Vlad era conosciuta nelle scuole dove aveva insegnato come un' "insegnante di classe". I due le diedero i primi insegnamenti, influenzarono il suo pensiero religioso e anche la sua formazione da scrittrice. A casa dei nonni scrive le sue prime poesie e riceve le prime lezioni di lingua latina da suo nonno, e quelle di lingua francese dalla moglie del principe Alexandru Ghica, la principessa Ghica. A Bucarest, spinta dal padre, studia pianoforte e coreografia.

### Formazione e attività professionale

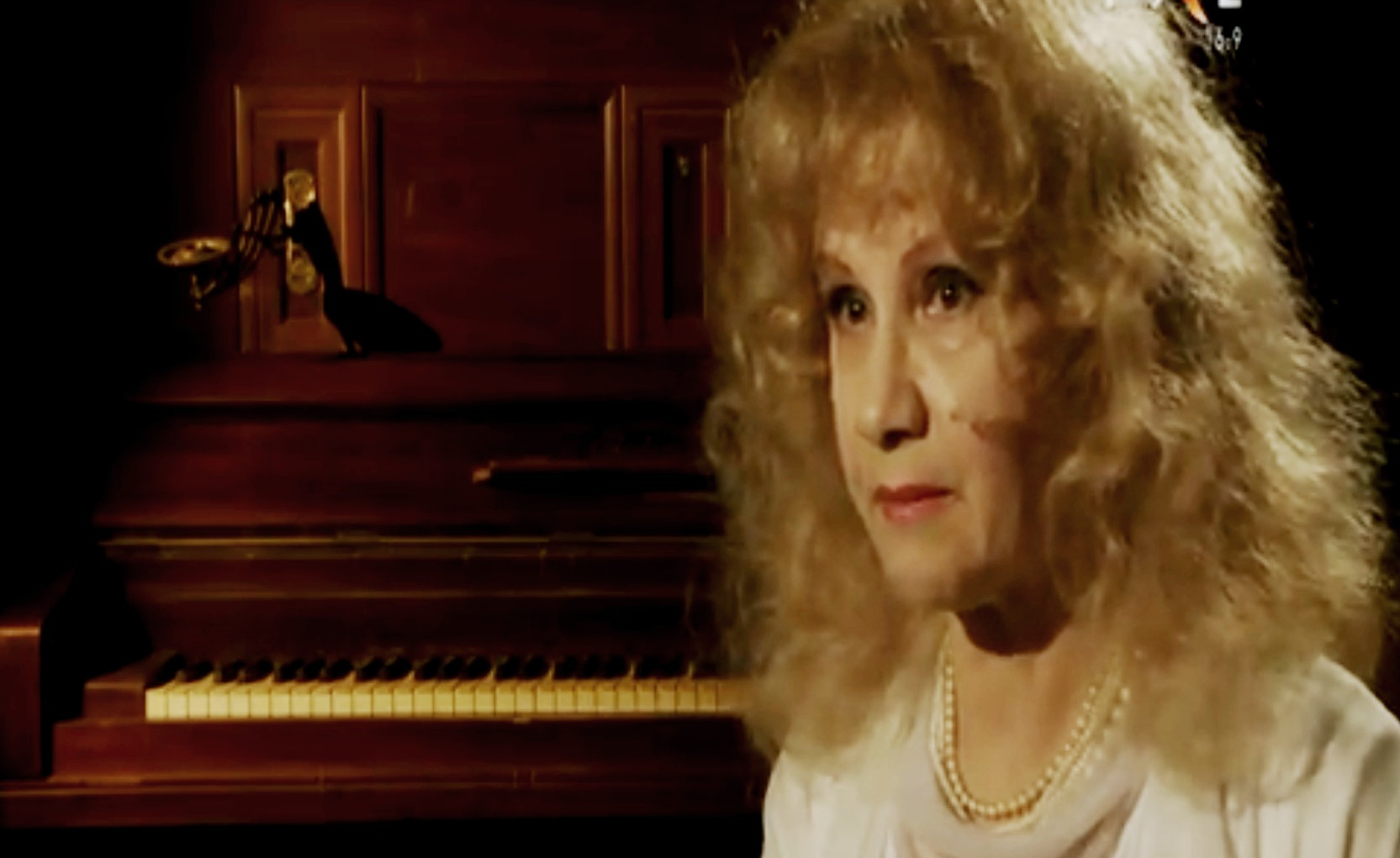
Ioana Diaconescu in un'intervista a "Resistance through culture"

Ioana Diaconescu studia presso il liceo "Spiru Haret" di Bucarest. Si laurea cum laude alla Facoltà di Filologia una volta terminati gli studi romeno-italiani all'Università di Bucarest. Al termine dei suoi studi, sarà impiegata come bibliografa presso l'Unione degli Scrittori grazie al padre, ma perderà anche lei i suoi diritti civili. Tre anni dopo essere stata assunta, con la “ristrutturazione” delle istituzioni il suo incarico viene abolito, secondo le nuove esigenze del regime di Ceausescu. Viene riassunta con lo stipendio dimezzato, e lavora così fino al 1989 quando finalmente, dopo quasi 15 anni, percepisce la sua piena retribuzione, continuando ad avere anche così una situazione finanziaria precaria. Dopo il 1989 viene assunta come regista radiofonica a Radio Romania dove la sua trasmissione "Poesia rumena" va in onda fino al 2000, quando creerà un'altra trasmissione: "Corso completo di poesia rumena". Inizia a lavorare contemporaneamente, fino al 2005, come ricercatrice di storia contemporanea e consigliere al Consiglio Nazionale per lo Studio degli Archivi dei servizi di Sicurezza. Dopo il 2005 continua a svolgere le sue attività di ricerca presso gli Archivi dei servizi di sicurezza e lascia Radio Romania. Prodigiosa l'attività nel campo della storia moderna; introduce novità interessanti per la storiografia letteraria romena, per la storia della Romania in generale, tramite articoli pubblicati dalla stampa letteraria.

### Debutto letterario
Ioana Diaconescu ha debuttato sulla rivista “Contemporanul” nel 1966 con sei poesie introdotte dal poeta Geo Dumitrescu. Le riviste letterarie iniziano a pubblicare i suoi versi in: Luceafărul, Romania literară, Steaua, Convorbiri literare, Tribuna, Viața Romănească, ecc. Collabora in traduzioni anche nel ventesimo secolo. Il debutto editoriale avviene precocemente, nel 1967, nella nota raccolta per debuttanti "Luceafărul", con l'opera di poesia "Furăm trandafiri" (Rubiamo rose), che viene accolta con entusiasmo dalla critica letteraria. Il primo commento dell'opera è firmata da Nicolae Manolescu, ed è seguito da quelli di altri prestigiosi critici letterari dell'epoca, che li riprendono e pubblicano in volumi. Alcuni di questi critici sono: Alexandru Piru (in La poesia romena contemporanea, Bucarest, 1950-1975); Gabriel Dimisianu (in Opinioni letterarie, Bucarest, 1978); Dan Cristea (in Il fatto di scrivere, Bucarest, 1980); Laurentiu Ulici (in La letteratura romena contemporanea, vol. I, Bucarest, 1995). La scrittrice diventa amica di Ileana Malancioiu e Gabriela Melinescu, sue "sorelle maggiori" in ambito poetico.

### Attività letteraria (stampa e mass media)
Diaconescu pubblica poesie da diversi decenni su riviste letterarie romene ed estere, e le sue opere vengono tradotte in tedesco, inglese, italiano, georgiano, polacco, ecc. Anche il contributo alla saggistica, alla traduzione, al mondo della critica letteraria e musicale è notevole. La scrittrice, inoltre, è una presenza di rilievo nelle riviste culturali e ha un'importante attività editoriale. In seguito all'apertura degli Archivi di sicurezza, pubblica periodicamente (dal 2005) saggi e ricerche sulla rivista Romania letteraria, che documentano novità nel campo della storia e della letteratura basandosi sullo studio di documenti originali dell'archivio. Ana Blandiana e Romulus Rusan, in qualità di fondatori dell'Accademia Civica e del Memoriale Sighet, le propongono una collaborazione col dipartimento editoriale. È presente in trasmissioni radiofoniche con poesie inedite, interviste, ma anche con la rubrica Il sacrificio della parola. Documento inedito, a cui ha partecipato dal 2000 al 2013 nell'ambito della trasmissione Rivista letteraria radio di Radio Romania, e che continua da allora (e nel presente) su Radio Trinitas, nella trasmissione Rivista culturale Trinitas. Partecipa alle trasmissioni televisive “Memoriale del dolore” e “Resistenza attraverso la cultura”, che affrontano il tema di scrittori, studiosi e sacerdoti che sono stati rinchiusi nei campi di concentramento delle prigioni politiche, o che sono stati perseguitati politicamente dal regime comunista). Inoltre è spesso presente nella trasmissione televisiva  "L'ora della guardia" dell'emittente "Il Padrino", dove tratta argomenti interessanti di attualità, letteratura e storia contemporanea.

## Riferimenti critici

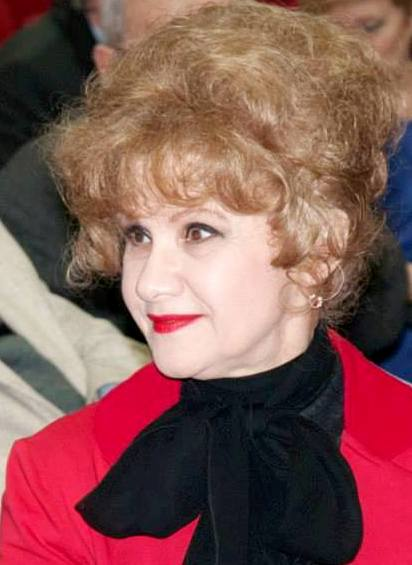
Ioana Diaconescu

Laurentiu Ulici riprende le critiche ed i commenti sull'opera della Diaconescu, pubblicate dalla stampa dell'epoca dopo il suo debutto editoriale con Rubiamo Rose (pubblicato a soli 19 anni), nel volume La letteratura romena contemporanea, vol. I, Bucarest (1995): "La spontaneità e la freschezza giovanile, più mascolina che femminile, l'indagine lirica ampia del pensiero adolescenziale, affrontato con ardore e amore come uno spazio endemico, dove la materia perde concretezza, sublimandosi e realizzandosi nella densità di un'ombra, con lo sguardo rivolto a questo universo oscuro e implosivo, in un sogno solitario [...]. L'Io lirico vive nei 19 e 22 anni della poetessa, planando in modo sognante [...], ma nei volumi successivi la poesia viene riscoperta con devozione e umiltà, come fosse una terra salvifica, o l'aria necessaria alla vita [...] Infine la tensione lirica che ritroviamo nelle poesie raccolte in Herb (1986, Bucarest, ultimo volume pubblicato prima del 1989), viene prima di tutto dalla trasformazione della solitudine in solidarietà, proiettando l'Io in un contesto popolato da figure pregne di significati simbolici della dimensione dell'immaginazione."
Alexandru Piru in La poesia romena contemporaneaI (1950-1975, Bucarest) afferma che nel terzo volume della giovanissima poetessa (Adagio - Bucarest, 1973) “l'attenzione si concentra sempre più sulle virtù musicali della poesia, sul ritmo lento e ondeggiante, come in un passo a due".
In Nicolae Steinhardt troviamo, nel volume Monologo polifonico (Bucarest, 1991), un punto di vista particolare sulla poesia di Ioana Diaconescu, espresso nel saggio La ragazza e la Morte: “Il destino, decretò Napoleone, è la politica. E Thierry Maulnier aggiunge, ovviamente tutto finisce male, dato che tutto finisce". Per Ioana Diaconescu, nei versi che uniscono queste due affermazioni, il vero nome del destino è la Morte, fine ineludibile e sempre presente. Il "Signor Destino" si traduce con "La Signora Morte". La Morte è il personaggio principale, è il luogo geometrico e il privilegio, è il substrato comune. La statua del Comandante in movimento. Si nasconde (nemmeno, a volte) dietro tutti i nomi, gli aggettivi usati dalla poetessa, sorride, digrigna i denti, seduce o attacca attraverso e con tutti i colori. Sotto al vapore estivo, sotto la rugiada verde, l'erba, la luce, le more, la neve, l'onda del fuoco, il riposo, la notte, l'anello d'argento, l'inverno, l'estate, l'autunno, il vino e il sangue - chi dimora? Colei che è chiamata il "Veleno dei cieli". E aggettivi tanto innocui e blandi come gentile, pulito, caldo, chiaro, pallido, amorevole - a chi si riferiscono? Sempre a Lei, la cattiva signora, l'ospite inattesa, la padrona dei segreti, la portatrice del freddo che è caldo, della luce che oscura, la tacita signora che tutto risolve, in modo affrettato o con fin troppa calma, compagna di Proserpina..." .
Altri riferimenti critici: Grete Tartler (nel volume “Melopoetica” - Bucarest, 1984), Mircea Iorgulescu (nel volume “Giovani scrittori contemporanei” - Bucarest, 1984), Aurel Martin (sulla rivista “il Contemporaneo”, 1982), Mircea Scarlat (sulla rivista “Romania letteraria”, 1982), Alex Ștefănescu (sulla rivista “Romania letteraria”, 1984), Daniel Dimitriu (sulla rivista “Conversazioni letterarie”, 1985), Elena Tacciu (sulla rivista "Romania letteraria”, 1986) Liviu Grăsoiu (nella trasmissione “Un libro per la vostra biblioteca” - 1997, Radio Romania), Petru Poantă (nel volume “Radiografie” - Cluj, 1978), Sultana Craia (sulla rivista “Luciferol”, 1986), Octavian Soviany (nella rivista “Lucifero” n. 20, 24 maggio, 2000) ecc.
La professoressa universitaria e critica letteraria Elvira Sorohan presta particolare attenzione alla poesia della Diaconescu, e pubblica due studi al riguardo sulle riviste "Conversazioni letterarie" (Cosa ci racconta la poesia di Ioana Diaconescu), nel 2015, e "Romania letteraria" (Ioana Diaconescu letta attraverso la trasparenza della poesia), nel 2016.

## Opere

### Volumi di poesia
- Rubiamo Rose, ESPLA, coll. "Luceafărul", 1967.
- Half God - EPL, 1970.
- Adagio - Ed. Eminescu, 1973.
- Mistero - Ed. Dacia, 1976.
- Mezzogiorno - Ed. Cartea Românească, 1978.
- Nebbia - Ed. Eminescu, 1978.
- Poetica - Ed. Eminescu, 1981.
- Il turbine e il mondo - Ed. Cartea Românească, 1982.
- Ricordi inverosimili - Ed. Albatros Publishing House, 1983.
- Sua signoria, il destino - Ed. Eminescu, 1984.
- Urano - Ed. Cartea Românească, 1985.
- Herb - Ed. Cartea Românească, 1986.
- La poesia dai capelli bianchi - Ed. Albatros, 1993.
- Falling Body - Ed. Eminescu, 1998.
- The Sound of My Body - Helicon Publishing House, 1998.
- Arcadia - Ed. Eminescu, 1999.
- Trattato sulle memorie incredibili - Casa editrice Eminescu, raccolta “Poeti rumeni contemporanei”, 2000.
- Taccuino caduto sulle mele - Ed. Eminescu, 2001.
- Nusakan - Ed. Impul, 2013.
- Vertigo - Ed Tracus Arte, 2014.
- Tessuti - Ed. Timpul, 2017.
- Dafür ist der Engel - Gedichte (in tedesco), Dionysos Boppard 2018, Traduzione di Christian W. Schenk, ISBN 9781980729198.
- Pietà - Eine Auswahl rumänischer Lyrik, Traduzione di Christian W. Schenk, Dionysos, Boppard, 2018, ISBN 9781977075666.
- Entflügelt, Gedichte - (Dezaripare), Dionysos Verlag 2019, traduzione di Christian W. Schenk, Boppard / Deutschland ISBN 978-1689716055.
- Tissues (II edizione) - Ed. Vinea, 2019.
- Tissus - traduzione in francese, Ed. Vinea, 2019.
- Desaripare - Ed. Timpul, 2019.
- Rosarien: Rumänische Gegenwartslyrik 2020, 444 Seiten, Dionysos Boppard 2020, trad. Christian W. Schenk, ISBN 979-8649287029.

### Traduzioni in lingua romena
- Dalla lingua macedone: Iovan Strezovski - The Land of the South (poesie), in collaborazione, Ed. Dacia 1979
- Dallo spagnolo: Raul Gomez Garcia - Poesie, in collaborazione, Ed. Junimea 1980
- Dal georgiano: Ana Kalandadze The Blue Spirit (poesie), in collaborazione, Ed. Junimea 1983
- Dal francese: Constantin Stoiciu - About the Levantine charm, ICR Publishing House 1995 ; Stephane Mallarmé - Digressioni, Igitur, Un lancio di dadi, opera integrale, in collaborazione, Ed. DU Style Publishing House 1998
- Dall'inglese: William Shakespeare, Enrico VI - prima parte (nel volume VI) William Shakespeare, Antonio e Cleopatra (nel volume VII); Entrambe le traduzioni - nella nuova edizione integrale-  “Shakespeare per il terzo millennio”, Bucarest 2013

### Letteratura per bambini
- Storie più piccole per bambini più grandi - prosa - Ed. Ion Creangă, 1996
- Storia con un vampiro e due gatti - prosa - Ed. Ion Creangă, 2001
- Roni il coraggioso e la principessa con gli stivali - prosa - Ed. Vivaldi 2004

### Nuovi studi di storiografia - storia recente
- Scrittori negli archivi CNSAS - studi e documenti - Civic Academy Foundation 2012
- Marin Preda - Un ritratto negli archivi di Sicurezza - Casa editrice del Museo della letteratura rumena in collaborazione con la Fondazione per la scienza e l'arte - Bucarest, 2015
- Una coscienza letteraria - Mihai Ursachi nei documenti della Sicurezza - Ed. Junimea, 2016
- La poesia come atto di insurrezione - Cezar Ivănescu nell'Archivio CNSAS - Ed. Junimea, 2017
- Il rogo acceso. Studi su sterminio e sopravvivenza - Civic Academy Foundation, 2018
- La rivoluzione nascosta - 14 dicembre 1989, Iasi (coautore) - Studi e documenti - Ed. Of the National Museum of Romanian Literature, 2019

### Monografie musicali
- "Vasile Moldoveanu, un tenore romeno in quattro continenti. Passione e fede”, Ed. Muzicală 2011

### Presenza in antologie in lingue straniere
- Streiflicht - Eine Auswahl zeitgenoessischer rumaenischer Lyrik (81 rumaenische Autoren); "Side light - un'antologia bilingue con 81 autori rumeni", tradotto da Christian W. Schenk - Dionysos Verlag, 1994
- 15 giovani poeti rumeni - Un'antologia di versi selezionati e tradotti da Liliana Ursu
- Antologia della poesia romena. di Otar Shalamberidze, in georgiano, Tbilisi 1976
- Christian W. Schenk: Pieta - Eine Auswahl rumänischer Lyrik, Dionysos, Boppard, 2018, ISBN 9781977075666

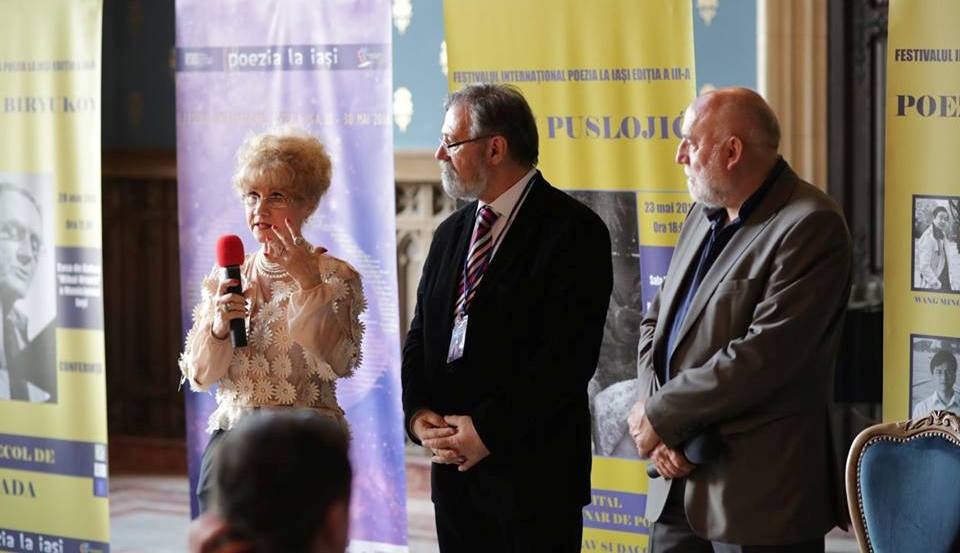
La poetessa Ioana Diaconescu riceve il diploma e il titolo di “Ambasciatrice della Poesia” al Festival Internazionale “Poesia a Iași” (4ª Edizione, 2016)

## Premi e medaglie, diplomi e titoli
- Il Premio “Perpessicius” per l'edizione critica Scrieri vol. I e II di Emil Botta - Casa editrice Minerva, 1981;
- Premio dell'Associazione degli scrittori di Bucarest nel 1996 - per il volume per bambini “Storie più piccole per i bambini più grandi” - Ed. Ion Creangă;
- Diploma e medaglia dell'Accademia dei Carpazi;
- Premio per l'eccezionale creazione poetica - 1997;
- Nomination per il Premio dell'Associazione degli scrittori di Bucarest nel 1999 - Sezione poesia - con il volume “Arcadia”;
- Premio dell'Associazione degli scrittori di Bucarest della casa editrice Eminescu - 2001, per il volume per bambini “Una storia con un vampiro e due gatti” - Ed Ion Creangă;
- Nomination per il Premio dell'Unione degli scrittori - 2004 - per il volume per bambini "Roni il coraggioso e la principessa con gli stivali";
- Premio Ed. Vivaldi Poesia della rivista "Conversazioni letterarie";
- Premio per la poesia dell'Unione degli scrittori per il "Libro dell'anno", Iași 2012, per il volume "Nusakan" - 2013, Ed. Timpul;
- Diploma e titolo di "Poeta di Iași" - Festival Internazionale "Poesia a Iași", 3ª Edizione - conferito dal Municipio di Iași, 2015;
- Diploma e Titolo di “Ambasciatore della Poesia” nell'ambito del Festival Internazionale “Poesia a Iași”, 4ª Edizione, - conferiti dal Comune di Iași - 2016;
- Premio dell'Unione degli scrittori, filiale di Iasi, per la storia e la ritica letteraria, per il volume "A Literary Consciousness - Mihai Ursachi in Security Documents" - 2016;
- Premio dell'Unione degli scrittori per la poesia, per il volume "Testi", 2017; Premio "Dumitru Staniloae" per il volume "Rogo acceso - studi e documenti su sterminio e sopravvivenza", 2018.

## Bibliografia (selettiva)

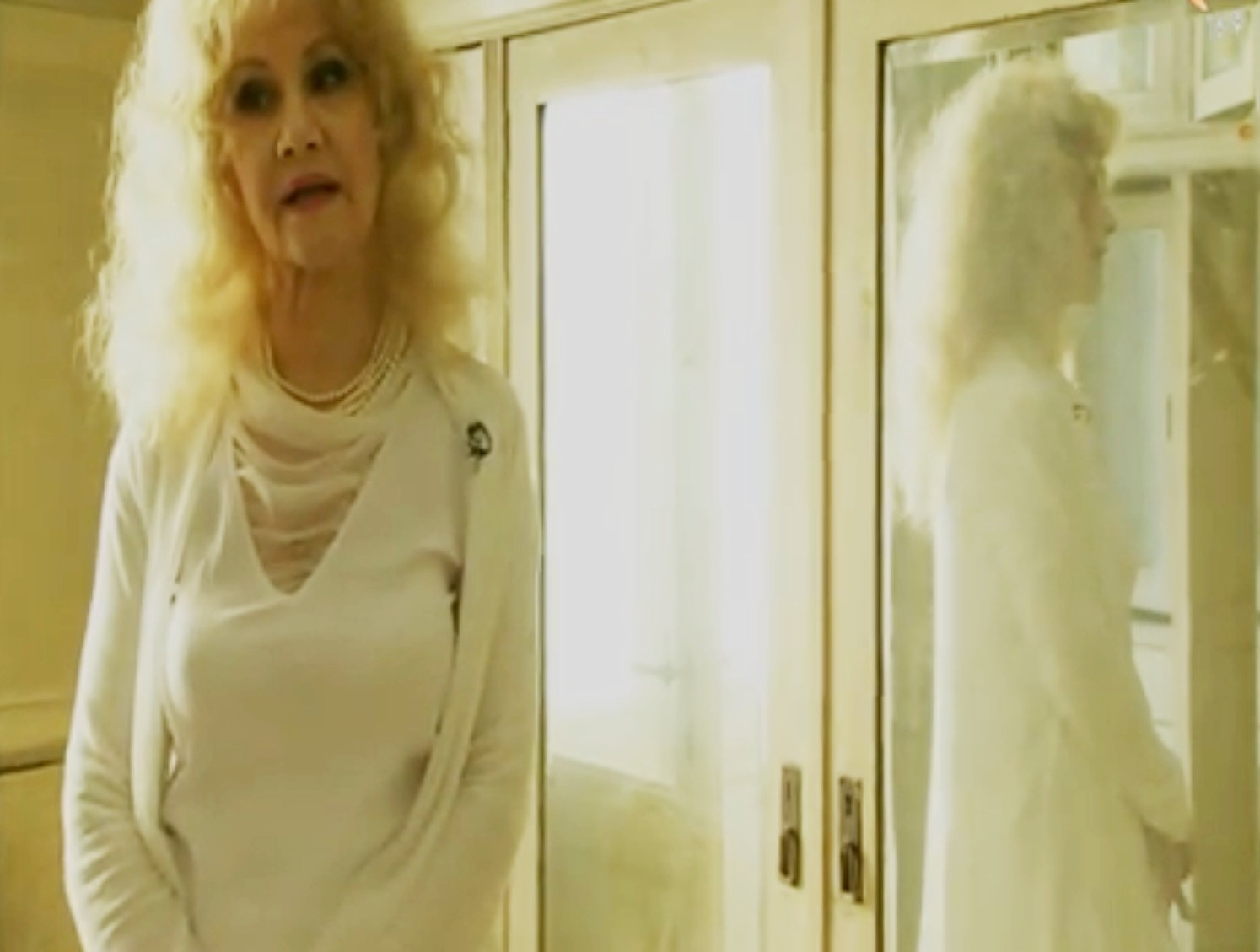
Poetessa Ioana Diaconescu